# Egyedül, szabadon
Az Egyedül, szabadon egy kolumbiai telenovella a Telemundótól és a Telesattól, amely 2001-ben került adásba. Főszereplői: Susana Torres, Marcelo Cezán, Manuela González,  Sebastián Sánchez, Carolina Cuervo és Andrés Juan Hernández. A sorozatot Magyarországon 2006. február 24-én mutatta be a Zone Romantica.

## Történet
|  | Alább a cselekmény részletei következnek! |

A 29 éves Elisa gyönyörű, okos és független. Nem veszi jó néven, hogy a társadalom az ilyen korú férfiakat jó partinak tartja, viszont a nőket már lekicsinylő megjegyzésekkel illeti. Írói tehetsége miatt munkát kap egy neves magazinnál, ahol Elisa saját rovatot indíthat. Problémát jelent azonban, hogy új főnöke egy gazdag és független férfi, aki már gimis kora óta szerelmes belé. Elisa és a Gabriel folyamatosan harcolnak egymással, noha mindketten vonzónak tartják a másikat.
|  | Itt a vége a cselekmény részletezésének! |

## Szereplők

### Főszereplők
- Susana Torres .... Elisa Escallón
- Marcelo Cezán .... Gabriel 'Bobolito' Baquero
- Manuela González .... Valeria Daza
- Sebastián Sánchez .... Anzola
- Carolina Cuervo .... Camila Iglesias
- Andrés Juan Hernández .... Ernestico
- Jimena Hoyos .... Andrea Pinto
- Gustavo Ángel .... Beto
- Alejandra Borrero .... Amalia
- Pedro Mogollón .... José María Escallón
- Constanza Duque
- Luis Alberto García
- Carmen Cecilia Navia .... Eugenia
- Kathy Sáenz .... María Fernanda
- Ramiro Meneses .... Charly Gamboa

### Vendég- és mellékszereplők
- Alejandro López .... Juan Camilo
- Andrés Gómez
- Andrés Martínez
- Claudio Fernández
- Felipe Galofre
- Horacio Tavera
- Jorge López
- Juan Sebastián Caicedo
- Luisa Fernanda Giraldo
- Marcela Acevedo
- Margarita Arias
- Maritza Rodríguez .... Irene López
- Natalia Ramírez .... Josefa Barrios
- Rosario Pineda
- Tato Lopera
- Victor Hugo Trespalacios

## Nemzetközi bemutató
| Ország        | TV adó         | Cím               | Sugárzási idő                         | Megjegyzés                                      |
| ------------- | -------------- | ----------------- | ------------------------------------- | ----------------------------------------------- |
| Lengyelország | Zone Romantica | Samotna, do usług | 2006. február 14. - 2006. március 31. | hétfő-péntek, 09:00, 14:00, 18:00, 22:00, 01:00 |
| Magyarország  | Zone Romantica | Egyedül, szabadon | 2006. február 14. - 2006. március 31. | hétfő-péntek, 09:00, 14:00, 18:00, 22:00, 01:00 |